# Ligamenvirales
Die Ligamenvirales stellen eine Ordnung von Viren dar, deren Wirte thermophile Bakterien und Archaeen der Abteilung Crenarchaeota sind. Die Ordnung entstand aus der Zusammenfassung der Virusfamilien Lipothrixviridae und Rudiviridae, da durch erweiterte Sequenzanalysen ein gemeinsamer evolutionärer Vorläufer angenommen werden kann, obwohl in der Struktur der Virionen Unterschiede bestehen. So sind die Viren der Lipothrixviridae von einer Virushülle umgeben, die Rudiviridae sind hüllenlos. Beide Familien repräsentieren jedoch Viren mit einer linearen, nicht-segmentierten doppelsträngigen DNA als Genom, ihr Kapsid zeigt jeweils eine helikale Symmetrie und sie besitzen Gemeinsamkeiten bezüglich des Wirtsspektrums und der Replikationsstrategien. Beide Familien haben (abhängig von den unterschiedlichen Gattungen) bis zu zehn Gene gemeinsam. Die Faltungsstruktur der Kapsidproteine beider Familien bildet eine ungewöhnliche, vierfache Helix.
Die Virionen der Ligamenvirales sind filamentös und besitzen an beiden Enden haarförmige Strukturen, die mit der Wirtsspezifität und dem Eintritt in die Wirtszelle assoziiert sind. Von dieser Morphologie ist der Name der Ordnung abgeleitet (lat. ligamen: Band, Fessel).

## Systematik
Die Systematik ist mit Stand Anfang März 2025 wie folgt:
- Klasse Tokiviricetes
  - Ordnung Ligamenvirales
    - Familie Chiyouviridae[A. 1]
    - Familie Lipothrixviridae
    - Familie Rudiviridae
    - Familie Ungulaviridae (ausgegliedert aus Lipothrixviridae)
      - Gattung Captovirus (früher Gammalipothrixvirus)[5]
        - Spezies Captovirus yellowstonense (früher Captovirus AFV1), mit Acidianus filamentous virus 1 (AFV-1), Isolat Yellowstone[6][7]

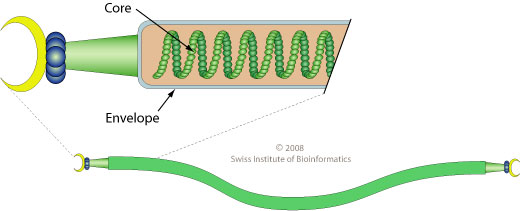
Schemazeichnung Captovirus
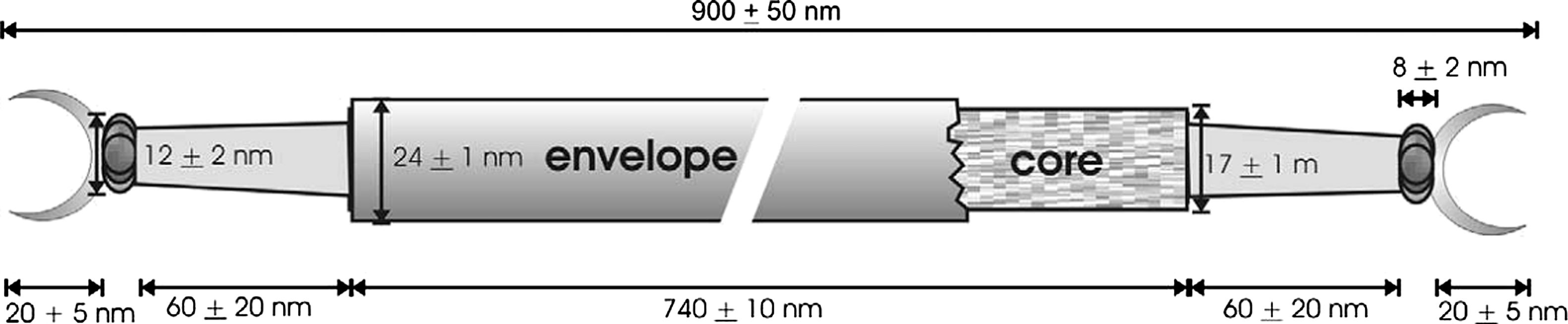
Schemazeichnung eines AFV-1-Virions (Captovirus AFV1) im Detail

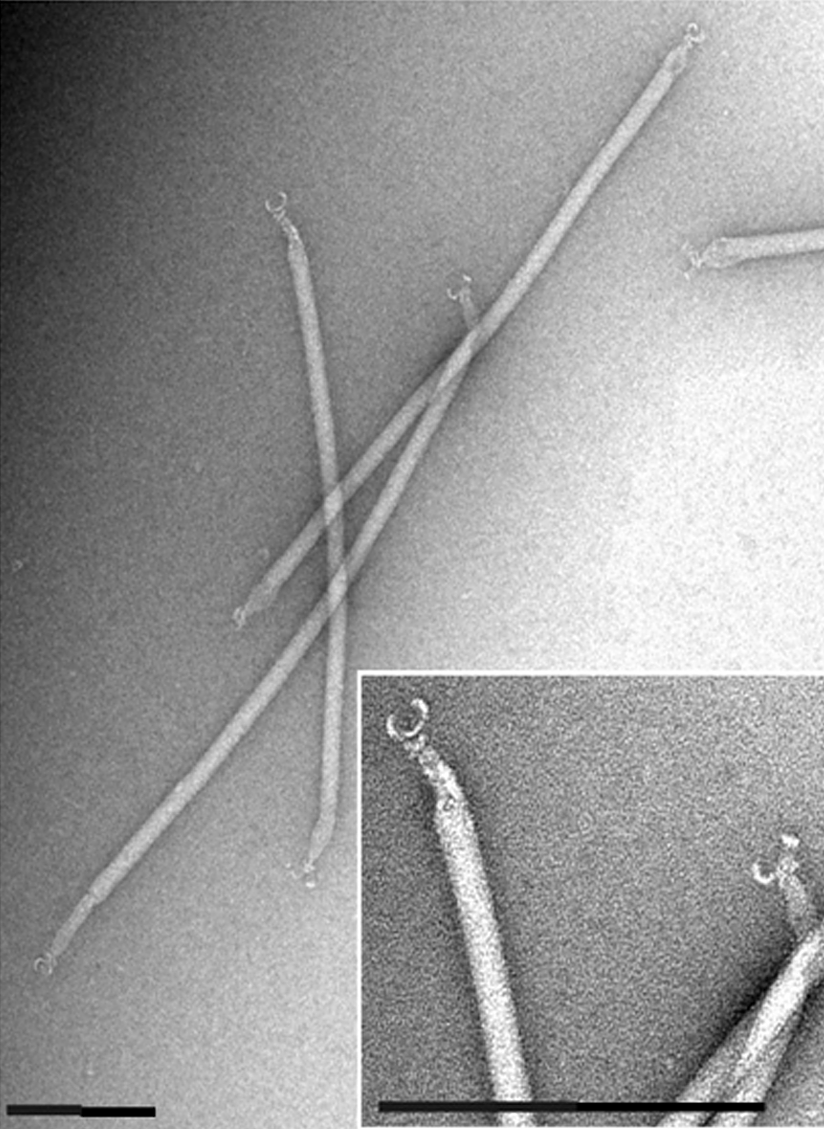
EM-Aufnahme von AFV-1-Virionen. Balken 100 nm.
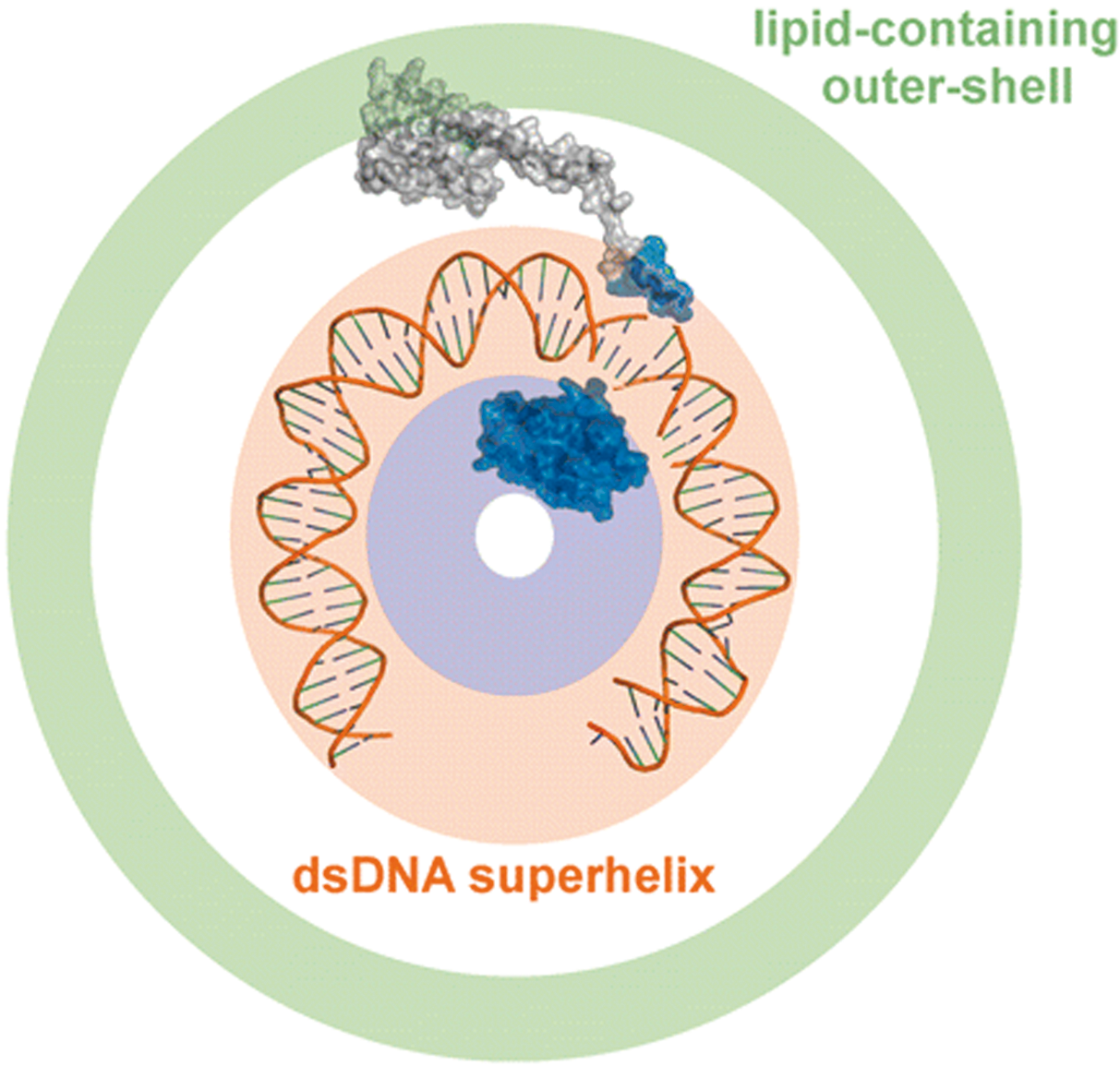
Topologisches Modell eines AFV-1-Virions

### Benutzte Literatur
- ICTV: 2011.008a-cB.A.v2.Ligamenvirales.pdf
- David Prangishvili, Mart Krupovic: A new proposed taxon for double-stranded DNA viruses, the order "Ligamenvirales". Arch. Virol. (2012) 157(4): S. 791–795, PMID 22270758
- A. Goulet, S. Blangy et al.: Acidianus filamentous virus 1 coat proteins display a helical fold spanning the filamentous archaeal viruses lineage. PNAS (2009) 15;106(50): S. 21155–60 PMID 19934032